# Завадівська сільська рада (Турківський район)
Завадівська сільська рада — колишній орган місцевого самоврядування у Турківському районі Львівської області. Адміністративний центр — село Завадівка.

## Загальні відомості
Завадівська сільська рада утворена в 1939 році. Водоймища на території, підпорядкованій даній раді: річка Стрий.

## Населені пункти
Сільській раді були підпорядковані населені пункти:
- с. Завадівка
- с. Лосинець
- с. Мельничне
- с. Ясенка-Стецьова

## Склад ради
Рада складалася з 19 депутатів та голови.

### Керівний склад попередніх скликань
| ПІБ                   | Основні відомості                                                                                        | Дата обрання | Дата звільнення |
| --------------------- | --- | ------------ | --------------- |
| Чудак Іван Михайлович | Сільський голова, 1952 року народження, освіта середня спеціальна, безпартійний                          | 26.03.2006   | 31.10.2010      |
| Чудак Іван Михайлович | Сільський голова, 1952 року народження, освіта середня спеціальна, член політичної партії «Наша Україна» | 31.10.2010   |                 |

Примітка: таблиця складена за даними джерела